# Filípico
Filípico (em grego: Φιλιππικός), foi imperador do Império Bizantino de 711 a 713. Seu nome original era Vardanes (em latim: Vardanes; em grego: Βαρδάνης; em armênio/arménio: Վարդան; romaniz.: Vardan), e era filho do patrício Nicéforo, de origem arménia, reinando durante um período conhecido como "Anarquia de vinte anos".

## Nome
Vardanes (Βαρδάνης, Bardánēs) ou Vardânio (em latim: Vardanius; em grego: Βαρδάνιος, Bardánios) é a forma latina do persa médio Vardã (*Wardān), que pode ter derivado do parta vard- (em iraniano antigo *vr̥da-), "rosa", ou do iraniano antigo vard-, "virar". Foi registrado em grego como Ordanes (Ὀρδάνης, Ordánēs), Ordones (Ὀρδωνης, Ordōnēs) e Uardanes (Οὐαρδάνες, Ouardánēs), em aramaico de Hatra (wrdn) e armênio como Vardã (Վարդան, Vardan) e em georgiano como Vardã (em georgiano: ვარდან), Vardan) e Vardém (ვარდენ, Varden). Durante o Império Bizantino, por vezes foi usado como sinônimo do aparentado Bardas, a helenização do armênio Varde.

## História
Ao apoiar-se no partido Monotelista, demonstrou ter pretensões ao trono no início da primeira grande revolta contra Justiniano II. Esta levou a que fosse exilado para Cefalônia por Tibério III, e em seguida ao seu desterro, por ordem de Justiniano, ao Quersoneso. Aqui Vardanes, tendo tomado o nome de Filípico, conseguiu incitar os cidadãos à revolta com o auxílio dos Cazares. Os rebeldes conseguiram entrar em Constantinopla e Justiniano fugiu (vindo a ser assassinado mais tarde). Filípico então tomou o poder. Uma vez no trono, esse general arménio negligenciou os assuntos militares, em prol da política religiosa.

## Concílio de Constantinopla de 712
Um dos seus primeiros actos como imperador foi depor o patriarca de Constantinopla, contrário ao monotelismo, Ciro, a favor de João VI, membro da sua seita, e convocar um conciliábulo de bispos orientais, o qual aboliu os cânones do Terceiro Concílio de Constantinopla (sexto concílio ecuménico). Em reacção, a Igreja de Roma recusou-se a reconhecer a legitimidade do imperador e do seu patriarca. Entretanto Tervel da Bulgária saqueou a Trácia até às portas de Constantinopla em 712. Quando Filípico transferiu um exército do Tema Opsiciano para defender os Balcãs, o califa omíada Ualide I começou a fazer incursões através das defesas enfraquecidas da Ásia Menor.
Em finais de maio de 713 as tropas opsicianas revoltaram-se. Alguns dos seus oficiais penetraram no palácio imperial e cegaram Filípico a 3 de Junho de 713. Foi sucedido pelo seu secretário Artémio, que reinou como Anastácio II.